# Trachischium laeve
Trachischium laeve (оливковий вуж-червоїд) — вид змій родини полозових (Colubridae). Мешкає в Південній Азії.

## Поширення і екологія
Оливкові вужі-червоїди мешкають в Західних Гімалаях, на території Індії і Непалу. Вони живуть у вологих гірських помірних лісах, на висоті від 1600 до 2100 м над рівнем моря, переважно на висоті близько 2000 м над рівнем моря.